# 軍法務官 (大韓民国)
軍法務官（朝鮮語:군법무관、英:military advocate）は、大韓民国国軍において法律に関する任務を遂行する将校である。
軍隊内での法律関連業務に従事している将校を法務将校（法務士官）と呼び、法務将校は軍法務官と法務行政将校で構成されている。軍法務官は、韓国の法曹資格を有する人々であり、法務行政将校は、国外の法曹資格を有する人々である。
司法試験に合格し、司法研修院を修了して法曹資格を取得した者のうち兵役が未了である場合、一般の兵役に代えて3年間の軍法務官としての服務を選択することができる。この場合入隊時の階級は中尉である。
2004年までは、職業軍人としての法務官(長期服務軍法務官)を選抜するための軍法務官採用試験があったが、それ以降は軍法務官採用試験が廃止され、一般の法曹資格取得者の中から軍法務官を任用している。
2009年までは法曹有資格者で長期服務軍法務官に志願する者がほとんどおらず、人手不足が非常に深刻であったが、近年で法学専門大学院（ロースクール）の発足による法曹人口の激増、法曹有資格者の就職難により長期服務志願者が急増した。
2011年法務将校の数は約陸軍 230人、海軍 48人、空軍 68人である。

## 主な任務
- 軍判事
- 軍検察官
- 懲戒将校
- 軍事法院における国選弁護人
- 国訟務官
- 軍団法務参謀

## 任用時階級
- 短期服務法務官（中尉）：短期含服務法務官は、一般な兵役に代えて3年間法務官として服務する者である。
- 長期服務法務官（大尉）：長期服務法務官は、職業軍人として法務官の任務を行う者である。

## 主な補職
- 国防部法務管理官（高位公務員団）[1]

任期制で政治任用される。以前は、主に陸軍法務室長（准将）が高等軍事法院長（准将）を務めた後、国防部法務管理官（少将）に進級と同時に任命された。しかし、将官級人員削減政策に基づいて、法務管理官は、実務経験を有する陸海空軍弁護士から政治任用されるようになった。法務官の人事権限などはなく、国防部長官の法律補佐業務を中心とする。
- 陸軍法務室長（准将）
- 海軍法務室長（大佐）
- 空軍法務室長（大佐）

## 採用状況
- 国防部は2004年から司法研修院修了者を対象にして、長期服務法務官を採用してきたが2004年から2007年まで5人を採用するにとどまった。
- このため初任階級を大尉に上げるなどの処遇改善が行われた
- 毎年20人の定員で募集を行うが、2007年度には、志願者が一人もなかった。2008年は3人、2009年は7人、2010年は16人が志願した。
- 2009年に司法試験出身初の女性軍法務官が誕生した。
- 2010年には15人、2011年には20人の長期軍法務官を任用した。
- 2012年には20人の募集に71人が志願し、3.5対1の競争率を記録し、2007年以来の最高競争率を記録した。今回の志願者は女性が32人に達し男性39人の中でも軍歴を有するものが33人に昇った
- かつて軍法務官の志願者が少なかったのは軍内部での地位が兵科将校に比べて低かったこと、社会的地位も一般の判検事に比べて低かったことが原因と言われる。

## 出身人物
軍法務官試験限定、基数別に一覧表示した。 
- 金容鈞（1期）
- 林鍾仁（4期）
- 全元策（4期）
- 閔洪喆（6期）
- 崔康旭（11期）
- 朴指勲（15期）